# Llista d'asteroides/155101-155200
| Nom               | Designació provisional | Data de descobriment   | Lloc de descobriment | Descobridor/s       |
| ----------------- | ---------------------- | ---------------------- | -------------------- | ------------------- |
| 155101 -          | 2005 SM218             | 30 de setembre de 2005 | Palomar              | NEAT                |
| 155102 -          | 2005 SB219             | 30 de setembre de 2005 | Mount Lemmon         | Mount Lemmon Survey |
| 155103 -          | 2005 SC225             | 29 de setembre de 2005 | Palomar              | NEAT                |
| 155104 -          | 2005 SO225             | 29 de setembre de 2005 | Catalina             | CSS                 |
| 155105 -          | 2005 SH227             | 30 de setembre de 2005 | Kitt Peak            | Spacewatch          |
| 155106 -          | 2005 SX231             | 30 de setembre de 2005 | Mount Lemmon         | Mount Lemmon Survey |
| 155107 -          | 2005 SZ237             | 29 de setembre de 2005 | Kitt Peak            | Spacewatch          |
| 155108 -          | 2005 SW242             | 30 de setembre de 2005 | Mount Lemmon         | Mount Lemmon Survey |
| 155109 -          | 2005 SM244             | 30 de setembre de 2005 | Mount Lemmon         | Mount Lemmon Survey |
| 155110 -          | 2005 TB                | 1 d'octubre de 2005    | Catalina             | CSS                 |
| 155111 -          | 2005 TP5               | 1 d'octubre de 2005    | Catalina             | CSS                 |
| 155112 -          | 2005 TU25              | 1 d'octubre de 2005    | Mount Lemmon         | Mount Lemmon Survey |
| 155113 -          | 2005 TO42              | 3 d'octubre de 2005    | Palomar              | NEAT                |
| 155114 -          | 2005 TY42              | 4 d'octubre de 2005    | Catalina             | CSS                 |
| 155115 -          | 2005 TR46              | 1 d'octubre de 2005    | Anderson Mesa        | LONEOS              |
| 155116 Verkhivnya | 2005 TJ49              | 8 d'octubre de 2005    | Andrushivka          | Andrushivka         |
| 155117 -          | 2005 TE50              | 9 d'octubre de 2005    | Goodricke-Pigott     | Goodricke-Pigott    |
| 155118 -          | 2005 TK53              | 12 d'octubre de 2005   | RAS                  | R. Hutsebaut        |
| 155119 -          | 2005 TR55              | 6 d'octubre de 2005    | Kitt Peak            | Spacewatch          |
| 155120 -          | 2005 TW64              | 1 d'octubre de 2005    | Kitt Peak            | Spacewatch          |
| 155121 -          | 2005 TE68              | 5 d'octubre de 2005    | Catalina             | CSS                 |
| 155122 -          | 2005 TZ72              | 5 d'octubre de 2005    | Catalina             | CSS                 |
| 155123 -          | 2005 TX78              | 7 d'octubre de 2005    | Catalina             | CSS                 |
| 155124 -          | 2005 TD99              | 7 d'octubre de 2005    | Catalina             | CSS                 |
| 155125 -          | 2005 TN107             | 5 d'octubre de 2005    | Kitt Peak            | Spacewatch          |
| 155126 -          | 2005 TY109             | 7 d'octubre de 2005    | Kitt Peak            | Spacewatch          |
| 155127 -          | 2005 TX110             | 7 d'octubre de 2005    | Kitt Peak            | Spacewatch          |
| 155128 -          | 2005 TM117             | 7 d'octubre de 2005    | Kitt Peak            | Spacewatch          |
| 155129 -          | 2005 TT123             | 7 d'octubre de 2005    | Catalina             | CSS                 |
| 155130 -          | 2005 TH126             | 7 d'octubre de 2005    | Kitt Peak            | Spacewatch          |
| 155131 -          | 2005 TQ127             | 7 d'octubre de 2005    | Kitt Peak            | Spacewatch          |
| 155132 -          | 2005 TV132             | 7 d'octubre de 2005    | Kitt Peak            | Spacewatch          |
| 155133 -          | 2005 TW140             | 8 d'octubre de 2005    | Kitt Peak            | Spacewatch          |
| 155134 -          | 2005 TX152             | 5 d'octubre de 2005    | Catalina             | CSS                 |
| 155135 -          | 2005 TC165             | 9 d'octubre de 2005    | Kitt Peak            | Spacewatch          |
| 155136 -          | 2005 TS166             | 9 d'octubre de 2005    | Kitt Peak            | Spacewatch          |
| 155137 -          | 2005 TZ166             | 9 d'octubre de 2005    | Kitt Peak            | Spacewatch          |
| 155138 -          | 2005 TM169             | 9 d'octubre de 2005    | Moletai              | MAO                 |
| 155139 -          | 2005 TF173             | 13 d'octubre de 2005   | Socorro              | LINEAR              |
| 155140 -          | 2005 UD                | 22 d'octubre de 2005   | Catalina             | CSS                 |
| 155141 -          | 2005 UY                | 20 d'octubre de 2005   | Junk Bond            | D. Healy            |
| 155142 Tenagra    | 2005 UD4               | 26 d'octubre de 2005   | Tenagra II           | J.-C. Merlin        |
| 155143 -          | 2005 UB10              | 21 d'octubre de 2005   | Palomar              | NEAT                |
| 155144 -          | 2005 UG14              | 22 d'octubre de 2005   | Kitt Peak            | Spacewatch          |
| 155145 -          | 2005 UR18              | 22 d'octubre de 2005   | Kitt Peak            | Spacewatch          |
| 155146 -          | 2005 UF29              | 23 d'octubre de 2005   | Catalina             | CSS                 |
| 155147 -          | 2005 UZ29              | 23 d'octubre de 2005   | Catalina             | CSS                 |
| 155148 -          | 2005 UC57              | 24 d'octubre de 2005   | Anderson Mesa        | LONEOS              |
| 155149 -          | 2005 UE61              | 25 d'octubre de 2005   | Mount Lemmon         | Mount Lemmon Survey |
| 155150 -          | 2005 UL67              | 22 d'octubre de 2005   | Palomar              | NEAT                |
| 155151 -          | 2005 UH69              | 23 d'octubre de 2005   | Palomar              | NEAT                |
| 155152 -          | 2005 UE78              | 25 d'octubre de 2005   | Mount Lemmon         | Mount Lemmon Survey |
| 155153 -          | 2005 UV78              | 25 d'octubre de 2005   | Catalina             | CSS                 |
| 155154 -          | 2005 UW78              | 25 d'octubre de 2005   | Catalina             | CSS                 |
| 155155 -          | 2005 UD79              | 25 d'octubre de 2005   | Catalina             | CSS                 |
| 155156 -          | 2005 UR79              | 25 d'octubre de 2005   | Catalina             | CSS                 |
| 155157 -          | 2005 UF80              | 25 d'octubre de 2005   | Catalina             | CSS                 |
| 155158 -          | 2005 UL80              | 25 d'octubre de 2005   | Catalina             | CSS                 |
| 155159 -          | 2005 UK83              | 22 d'octubre de 2005   | Kitt Peak            | Spacewatch          |
| 155160 -          | 2005 US96              | 22 d'octubre de 2005   | Kitt Peak            | Spacewatch          |
| 155161 -          | 2005 UQ104             | 22 d'octubre de 2005   | Kitt Peak            | Spacewatch          |
| 155162 -          | 2005 UZ104             | 22 d'octubre de 2005   | Kitt Peak            | Spacewatch          |
| 155163 -          | 2005 UJ124             | 24 d'octubre de 2005   | Kitt Peak            | Spacewatch          |
| 155164 -          | 2005 UN141             | 25 d'octubre de 2005   | Catalina             | CSS                 |
| 155165 -          | 2005 UU147             | 26 d'octubre de 2005   | Kitt Peak            | Spacewatch          |
| 155166 -          | 2005 UU151             | 26 d'octubre de 2005   | Kitt Peak            | Spacewatch          |
| 155167 -          | 2005 UG172             | 24 d'octubre de 2005   | Kitt Peak            | Spacewatch          |
| 155168 -          | 2005 UC175             | 24 d'octubre de 2005   | Kitt Peak            | Spacewatch          |
| 155169 -          | 2005 UF186             | 25 d'octubre de 2005   | Mount Lemmon         | Mount Lemmon Survey |
| 155170 -          | 2005 UK191             | 27 d'octubre de 2005   | Mount Lemmon         | Mount Lemmon Survey |
| 155171 -          | 2005 UX205             | 26 d'octubre de 2005   | Kitt Peak            | Spacewatch          |
| 155172 -          | 2005 UJ214             | 24 d'octubre de 2005   | Palomar              | NEAT                |
| 155173 -          | 2005 US216             | 25 d'octubre de 2005   | Mount Lemmon         | Mount Lemmon Survey |
| 155174 -          | 2005 UA220             | 25 d'octubre de 2005   | Kitt Peak            | Spacewatch          |
| 155175 -          | 2005 UP247             | 28 d'octubre de 2005   | Socorro              | LINEAR              |
| 155176 -          | 2005 UH248             | 28 d'octubre de 2005   | Mount Lemmon         | Mount Lemmon Survey |
| 155177 -          | 2005 UR272             | 28 d'octubre de 2005   | Kitt Peak            | Spacewatch          |
| 155178 -          | 2005 UX274             | 28 d'octubre de 2005   | Mount Lemmon         | Mount Lemmon Survey |
| 155179 -          | 2005 UH277             | 24 d'octubre de 2005   | Kitt Peak            | Spacewatch          |
| 155180 -          | 2005 UF289             | 26 d'octubre de 2005   | Kitt Peak            | Spacewatch          |
| 155181 -          | 2005 UY315             | 25 d'octubre de 2005   | Kitt Peak            | Spacewatch          |
| 155182 -          | 2005 UL317             | 27 d'octubre de 2005   | Mount Lemmon         | Mount Lemmon Survey |
| 155183 -          | 2005 UB327             | 29 d'octubre de 2005   | Catalina             | CSS                 |
| 155184 -          | 2005 UW329             | 28 d'octubre de 2005   | Catalina             | CSS                 |
| 155185 -          | 2005 UX330             | 28 d'octubre de 2005   | Mount Lemmon         | Mount Lemmon Survey |
| 155186 -          | 2005 UY334             | 29 d'octubre de 2005   | Mount Lemmon         | Mount Lemmon Survey |
| 155187 -          | 2005 UC335             | 29 d'octubre de 2005   | Mount Lemmon         | Mount Lemmon Survey |
| 155188 -          | 2005 UM349             | 25 d'octubre de 2005   | Catalina             | CSS                 |
| 155189 -          | 2005 UN355             | 29 d'octubre de 2005   | Catalina             | CSS                 |
| 155190 -          | 2005 UV355             | 29 d'octubre de 2005   | Mount Lemmon         | Mount Lemmon Survey |
| 155191 -          | 2005 UZ365             | 27 d'octubre de 2005   | Kitt Peak            | Spacewatch          |
| 155192 -          | 2005 UV371             | 27 d'octubre de 2005   | Mount Lemmon         | Mount Lemmon Survey |
| 155193 -          | 2005 UH377             | 28 d'octubre de 2005   | Socorro              | LINEAR              |
| 155194 -          | 2005 UK381             | 30 d'octubre de 2005   | Mount Lemmon         | Mount Lemmon Survey |
| 155195 -          | 2005 UG396             | 25 d'octubre de 2005   | Kitt Peak            | Spacewatch          |
| 155196 -          | 2005 UM419             | 25 d'octubre de 2005   | Kitt Peak            | Spacewatch          |
| 155197 -          | 2005 UO429             | 28 d'octubre de 2005   | Kitt Peak            | Spacewatch          |
| 155198 -          | 2005 UO432             | 28 d'octubre de 2005   | Kitt Peak            | Spacewatch          |
| 155199 -          | 2005 UU433             | 28 d'octubre de 2005   | Kitt Peak            | Spacewatch          |
| 155200 -          | 2005 UC438             | 27 d'octubre de 2005   | Kitt Peak            | Spacewatch          |